# EHBO-hulpmiddelen
Voor het verlenen van eerste hulp zijn de volgende hulpmiddelen van belang:
1. Steriel gaas: om op de wond te leggen (het gaas moet steriel zijn om besmettingen te voorkomen, geen levende ziekteverwekkers), bewaren op een donkere, droge plaats;
2. Witte watten: nooit rechtstreeks op een wond doen (ze plakken snel aan de wond), ze zijn niet steriel, gebruiken nadat het steriel gaas op de wond is aangebracht, de watten nemen vocht op
3. Hydrofiele zwachtels (l = 4 m, b = 4-10 cm): een lange strook textiel van los geweven metaal (niet sterk), niet steriel en mag dus ook niet rechtstreeks op een wond worden aangebracht;
4. Snelverband: geheel van steriel gaas, witte watten en hydrofiele zwachtels. Voordeel: alle benodigdheden om een wond te bedekken zitten verpakt in één verband. (+ weinig plaats innemend) (12 × 12 cm of 18 × 18 cm);
5. Gaaspleisterverband: een strook kleefpleister waarop een strookje steriel gaas is aangebracht (voor kleine wondjes). Voor deze wondjes niet te grote pleisters gebruiken, want bacteriën worden dan wel buitengehouden, maar er kan geen vocht verdampen, onder de pleister ontstaat een ideale voedingsbodem voor bacteriën wat ontstekingen kan veroorzaken;
6. Vette watten: hebben veerkracht, ze nemen geen vocht op, zijn niet gesteriliseerd, breedte = 10 cm (lengte = 2 m), ze pluizen niet en zijn gemakkelijk aan te brengen.
7. Cambric zwachtel – elastische zwachtels: een strook stevig textiel van meestal 4 m lengte, worden aangebracht waar druk nodig is.
8. Verbandschaar: bestaande uit roestvrij staal, door de stompe punt wordt bij het losknippen van bijvoorbeeld kleding voorkomen dat in de huid wordt geknipt;
9. Huidontsmettingsmiddelen: om zo veel mogelijk ziekteverwekkers te beperken.
10. Wollen dekens: dienen om de afkoeling van de persoon te voorkomen (onder het slachtoffer leggen), branden kleren kunnen gesmoord worden door een wollen deken, om bij botbreuken de gebroken delen onbeweeglijk te maken;
11. Isoleringsdekens: dekens bestaande uit plastic folie met aan beide zijden verschillende opgedampte metaallagen (220 × 140 cm), beschermt tegen koude, hitte en vocht, afhankelijk van welke kant van de deken wordt gebruikt. Bij een zeer ernstige wond die niet alleen kan gestelpt worden door een dekverband (snelverband)(steriel), kan men gebruikmaken van een wonddrukverband dat over het dekverband wordt aangelegd. Op het dekverband worden er wel eerst nog een extra laagje witte watten gelegd en een laagje vette watten opdat er meer bloed kan worden opgenomen.
12. Drukverband: bestaande uit vette watten en een cambriczwachtel. Gebruikt om onderhuidse bloedingen bij verstuikingen tegen te gaan.